# Sergej Makarov (ijshockeyer)
Sergej Michailovitsj Makarov (Russisch: Сергей Михайлович Макаров) (Tsjeljabinsk, 19 juni 1958) is een Sovjet-Russisch ijshockeyer.
Makarov won tijdens de Olympische Winterspelen 1984 en 1988 de gouden medaille met de Sovjetploeg en in 1980 de zilveren medaille.
Makarov werd achtmaal wereldkampioen (1978, 1979, 1981, 1982, 1983, 1986, 1989 en 1990).